# Philippe Perret
Philippe Perret (La Sagne, 17 ottobre 1961) è un ex calciatore svizzero, di ruolo centrocampista, tecnico del Coffrane.

## Carriera

### Club
Ha giocato nella prima divisione svizzera.

### Nazionale
Ha collezionato 14 presenze con la propria nazionale.

## Palmarès

### Giocatore

#### Competizioni nazionali
- Campionato svizzero: 2

Neuchâtel Xamax: 1986-1987, 1987-1988
- Supercoppa di Svizzera: 3

Neuchâtel Xamax: 1987, 1988, 1990

#### Competizioni internazionali
- Coppa Piano Karl Rappan: 2

Neuchâtel Xamax: 1990, 1991

### Allenatore

#### Competizioni nazionali
- 1ª Lega: 1

Yverdon: 2016-2017 (gruppo 1)